# Liste der Naturdenkmale in Pfaffenweiler
| Naturdenkmale | Anzahl |
| ------------- | ------ |
| FND           | 0      |
| END           | 4      |
| Gesamt        | 4      |

Die Liste der Naturdenkmale in Pfaffenweiler nennt die verordneten Naturdenkmale (ND) der im baden-württembergischen Landkreis Breisgau-Hochschwarzwald liegenden Gemeinde Pfaffenweiler. In Pfaffenweiler gibt es insgesamt vier als Naturdenkmal geschützte Objekte, keines ist ein flächenhaftes Naturdenkmal (FND), alle sind Einzelgebilde-Naturdenkmale (END).
Stand: 1. November 2016.

## Einzelgebilde (END)
| Name                     | Bild | Kennung     | Einzelheiten  | Position | Fläche Hektar | Datum         |
| ------------------------ | ---- | ----------- | ------------- | -------- | ------------- | ------------- |
| 1 Sommerlinde            | BW   | 83150890001 | Pfaffenweiler | ⊙        | 0,0           | 15. Apr. 1964 |
| 1 Sommerlinde            | BW   | 83150890002 | Pfaffenweiler | ⊙        | 0,0           | 15. Apr. 1964 |
| 1 Speierling             | BW   | 83150890003 | Pfaffenweiler | ⊙        | 0,0           | 15. Apr. 1964 |
| 2 Sommerlinden           | BW   | 83150890004 | Pfaffenweiler | ⊙        | 0,0           | 15. Apr. 1964 |
| Legende für Naturdenkmal |      |             |               |          |               |               |